# Janusz Wojcik
Janusz Marek Wójcik (18 de noviembre de 1953 – 20 de noviembre de 2017) fue un político, futbolista y entrenador polaco.

## Carrera como jugador y entrenador
Como futbolista, jugó en diferentes clubs tanto en Polonia como en el extranjero como el Agrykola, Gwardia, Ursus y Hutnik Warszawa, Ravalpandi (Pakistán) y los Toronto Falcons (Canadá).
En su faceta como entrenador, Wójcik dirigió diversos equipos polacos como Hutnik Kraków, Jagiellonia Białystok, Legia de Varsovia, Pogoń Szczecin y Lukullus Świt Nowy Dwór Mazowiecki así como el equipo olímpico polaco en 1992 con el que ganó la medalla de plata, así como los equipos nacionales sub-18 y sub-16. En el extranjero, ocupó los banquillos de Al-Khallej, Anorthosis Famagusta y la selección de Siria.
En 2010 Wójcik fue despedido del equipo omaní del Al-Nahda.

## Carrera política
Fue miembro del partido Autodefensa de la República de Polonia y fue elegido para el Sejm el 25 de septiembre de 2005.

## Vida personal
Se graduó en la Academia de Educación Física de Varsovia en 1979. Después de sufrir un ataque epiléptico que le provocó un traumatismo craneoencefálico grave, falleció el 20 de noviembre de 2017 en el hospital tras ser intervenido, sin despertar de un coma farmacológico.